# Mercedes-Benz 300 SLR
Chronologie des modèles (? - 1955)
? Aucun
La Mercedes-Benz 300 SLR est une voiture de course engagée par Mercedes-Benz dans les épreuves « sport » de la saison 1955. Son nom reste associé au drame des 24 Heures du Mans 1955.
Contrairement à ce que son appellation trompeuse laisse penser, la Mercedes-Benz 300 SLR n'est pas dérivée de la fameuse Mercedes-Benz 300 SL. Il s'agit en réalité de la version « sport » (et donc biplace et carénée) de la Mercedes-Benz W196 qui domina le championnat du monde de Formule 1 en 1954 et 1955. La SLR en reprenait notamment le moteur 8 cylindres en ligne, avec une cylindrée toutefois portée de 2 500 cm3 à 3 000 cm3. Ce moteur utilise  une commande desmodromique de fermeture des soupapes.
La Mercedes-Benz 300 SLR de Rudolf Uhlenhaut était estimée entre 70 et plus de 100 millions d'euros, par le directeur du Musée Mercedes-Benz puis en 2022, la deuxième 300 SLR coupé s'est vendu 135 millions d'euros via une vente aux enchères gérée par la maison de vente RM Sotheby's au Musée Mercedes-Benz de Stuttgart,. Ce prix fait de la 300 SLR la voiture la plus chère du monde, dépassant l'ancien record de 2018 avec une 250 GTO de 1963 en enchères privées à 70 millions d'euros.

## Caractéristiques
Une innovation fut apportée sur cette voiture afin de pouvoir rivaliser avec la Jaguar Type D au Mans 1955. En effet, Jaguar avait développé pour sa voiture des freins à disques et il était hors de questions de les fournir aux marques concurrentes. Pour compenser l'efficacité moindre des freins à tambour de sa voiture, Mercedes-Benz a rajouté un frein aérodynamique portant le nom de système Intrados. Son principe de fonctionnement était un aileron de la largeur de la voiture, qui en cas de freinage, se soulevait, puis retombait à la fin de la phase de freinage. D'après Stirling Moss, ce système fonctionnait très bien pour freiner et augmentait l'adhérence à la piste même dans des virages difficiles de type "épingle à cheveux". Le hic, selon le pilote brésilien Hermano Da Silva Ramos, c'est que si on était la voiture derrière la Mercedes-Benz pendant que l'aileron était sorti, on était aspiré par cette dernière. Il avait été la première fois tellement surpris, qu'il avait failli taper la voiture de Fangio

## Championnats
Aux mains de Juan Manuel Fangio et de Stirling Moss, elle domina le Championnat du monde des voitures de sport 1955, permettant à Mercedes-Benz d'obtenir son premier titre mondial constructeur dans la discipline des Sportscars, en remportant alors des victoires dans des épreuves aussi prestigieuses que la Targa Florio (deuxième Fangio/Kling), le RAC Tourist Trophy (l'américain John Fitch étant alors associé à Stirling Moss, Mercedes obtenant le triplé avec les équipages Juan Manuel Fangio/Karl Kling deuxièmes, et Wolfgang von Trips/André Simon troisièmes), ou encore les Mille Miglia  (copilote de Stirling Moss, le journaliste britannique Denis Jenkinson livra à l'époque un récit épique de la victoire dans cette dernière course, où Fangio termina deuxième aussi pour Mercedes).
Toujours en 1955, Fangio gagna également en mai l'Eifelrennen Nürburgring (deuxième Moss), ainsi que le Grand Prix routier de Suède en août.

### Le Mans 1955
La domination des 300 SLR fut pourtant entachée par le drame des 24 Heures du Mans de 1955. Surpris au début de la ligne droite des stands par une manœuvre de Lance Macklin, lui-même piégé par une manœuvre de Mike Hawthorn, le vétéran français Pierre Levegh (incorporé de dernière minute à l'équipe d'usine Mercedes) s'écrasa violemment contre un talus et fut tué sur le coup. Sa Mercedes se désintégra littéralement et des éléments (tel le moteur, le train avant et le capot) furent projetés dans le public, tuant 82 personnes. La direction de Mercedes décida quelques heures plus tard de retirer de la course les 300 SLR encore en lice, et notamment celle de l'équipage star Fangio-Moss alors en tête de l'épreuve.

À la suite de ce drame, Mercedes honora ses engagements jusqu'à la fin de saison (que ce soit en « sport » ou en Formule 1), avant de se retirer des épreuves internationales sur circuit pendant plus de 30 ans.